# Acaeroplastes kosswigi
Acaeroplastes kosswigi is een pissebed uit de familie Porcellionidae. De wetenschappelijke naam van de soort is voor het eerst geldig gepubliceerd in 1941 door Verhoeff.